# Guianacara
Guianacara is een geslacht van vissen uit de familie van de cichliden (Cichlidae).

## Soorten
- Guianacara cuyunii López-Fernández, Taphorn Baechle & Kullander, 2006
- Guianacara dacrya Arbour & López-Fernández, 2011
- Guianacara geayi (Pellegrin, 1902)
- Guianacara oelemariensis Kullander & Nijssen, 1989
- Guianacara owroewefi Kullander & Nijssen, 1989
- Guianacara sphenozona Kullander & Nijssen, 1989
- Guianacara stergiosi López-Fernández, Taphorn Baechle & Kullander, 2006